# Schienenverkehr in Norwegen
Der Schienenverkehr in Norwegen ist durch die für den Eisenbahnbau schwierige Topografie in Norwegen und die großenteils dünne Besiedelung geprägt.

## Geschichte

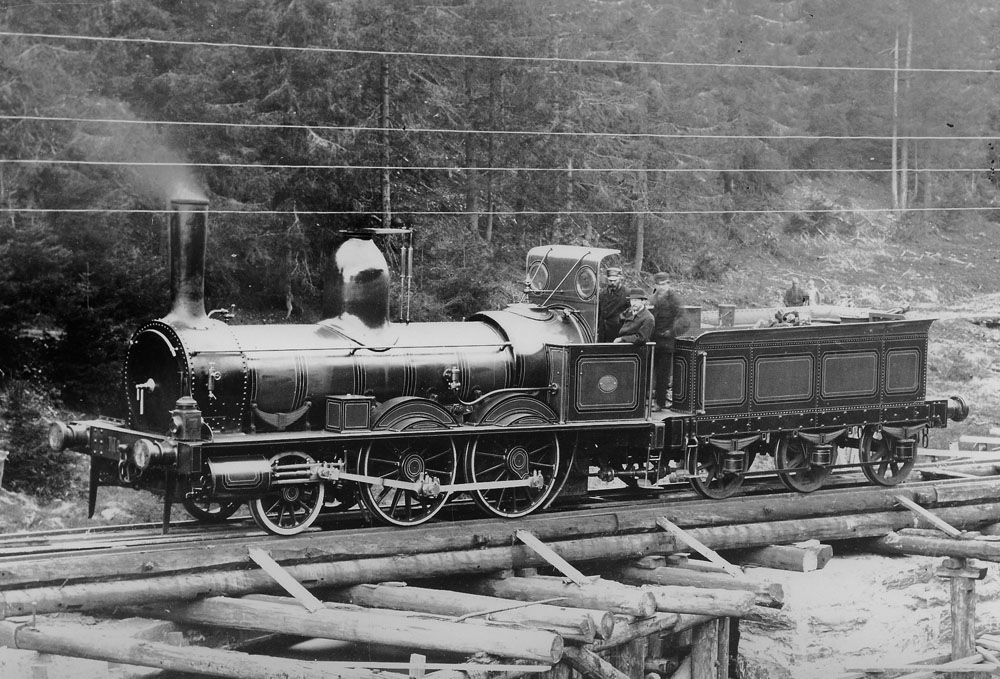
Lokomotive der Baureihe A der Norsk Hoved-Jernbane von Robert Stephenson, Newcastle upon Tyne, etwa 1860, in Bøhn bei Eidsvoll

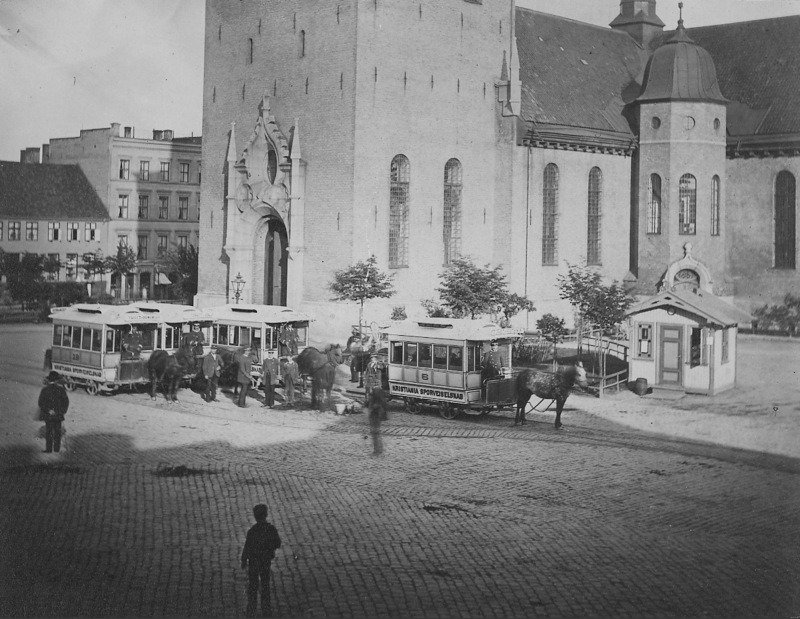
Pferdestraßenbahn vor dem Osloer Dom (1876)

Einige norwegische Bahnstrecken wurden im 19. Jahrhundert zunächst in Kapspur ausgeführt und im 20. Jahrhundert auf Normalspur umgespurt.
Als erste Bahnstrecke in Norwegen wurde 1854 die 68 km lange Hovedbane zwischen Christiania und Eidsvoll in Normalspur in Betrieb genommen. In Eidsvoll bestand Anschluss an die auf dem Mjøsa eingerichtete Dampfschifflinie.
Vom Hamar am Mjøsa nach Norden wurde 1862 die Hamar–Grundsetbane nach Elverum in Kapspur gebaut.
Kongsvingerbanen zwischen Lillestrøm an der Hovedbane und Kongsvinger wurde 1862 in Normalspur eröffnet und später ostwärts mit dem schwedischen Bahnnetz verbunden.
In Mittelnorwegen wurde 1864 die Trondheim-Støren-Bane in Kapspur eröffnet. Mit dem Lückenschluss zur Hamar–Grundsetbanen durch die Rørosbane entstand 1877 als Kombination aus Vollspurbahn, Binnenschiff und Schmalspurbahn die erste dampfbetriebene Binnenlandverbindung zwischen Oslo und Trondheim.
Mehrere wichtige Bahnstrecken Norwegens wurden erst im 20. Jahrhundert begonnen und fertiggestellt.
Die Gründung der Norwegischen Staatsbahnen wurde 1882 vom Storting beschlossen. Ab 1883 fasste das Gemeinschaftsunternehmen alle Staatsbahnen, die seit 1861 eröffnet worden waren unter einer zentralen Verwaltung zusammen.
1996 wurden die Norges Statsbaner (NSB) aufgeteilt in das für die Infrastruktur zuständige Jernbaneverket (JBV) und die Norges Statsbaner BA (NSB BA), die im Wesentlichen den Personenverkehr betrieb. Diese wurde 2002 in die Aktiengesellschaft Norges Statsbaner AS, die dem Staat gehört, überführt und 2019 in Vy (Vygruppen AS) umbenannt. Der Güterverkehr wurde von mehreren anderen Gesellschaften übernommen.
Die erste Straßenbahn war die 1874 eröffnete Pferdebahn in Oslo.

## Eisenbahn
Der UIC-Ländercode für Norwegen lautet 76.

### Rechtliche Rahmenbedingungen
2016 wurde in Norwegen unter der Bezeichnung „Jernbanerevolusjon“ die in Europa weitreichendste Zerschlagung einer Staatsbahn beschlossen. Gegenüber der Öffentlichkeit wurde das damit begründet, dass dieser Schritt die Kosten der Eisenbahn senke und Reisende ein verbessertes Angebot erhielten. Tatsächlich führte diese Zerlegung der Staatsbahn in mehr als zehn Gesellschaften zu einem Kommunikationschaos und Personalzuwachs in der Verwaltung. Eine Besonderheit der Reform war, dass der königliche Salonwagen jahrelang kaum noch eingesetzt werden konnte.
Die zuständige Aufsichtsbehörde ist die Statens jernbanetilsyn (SJT), die auch das Fahrzeugeinstellungsregister führt. Die Unfalluntersuchungsstelle in Norwegen heißt Statens havarikommisjon (SHK).

### Streckennetz

Karte des norwegischen Eisenbahnnetzes (Stand 2010)
— elektrifizierte Strecken
— nicht-elektrifizierte Strecken
— unbenutzte oder Museumsstrecken

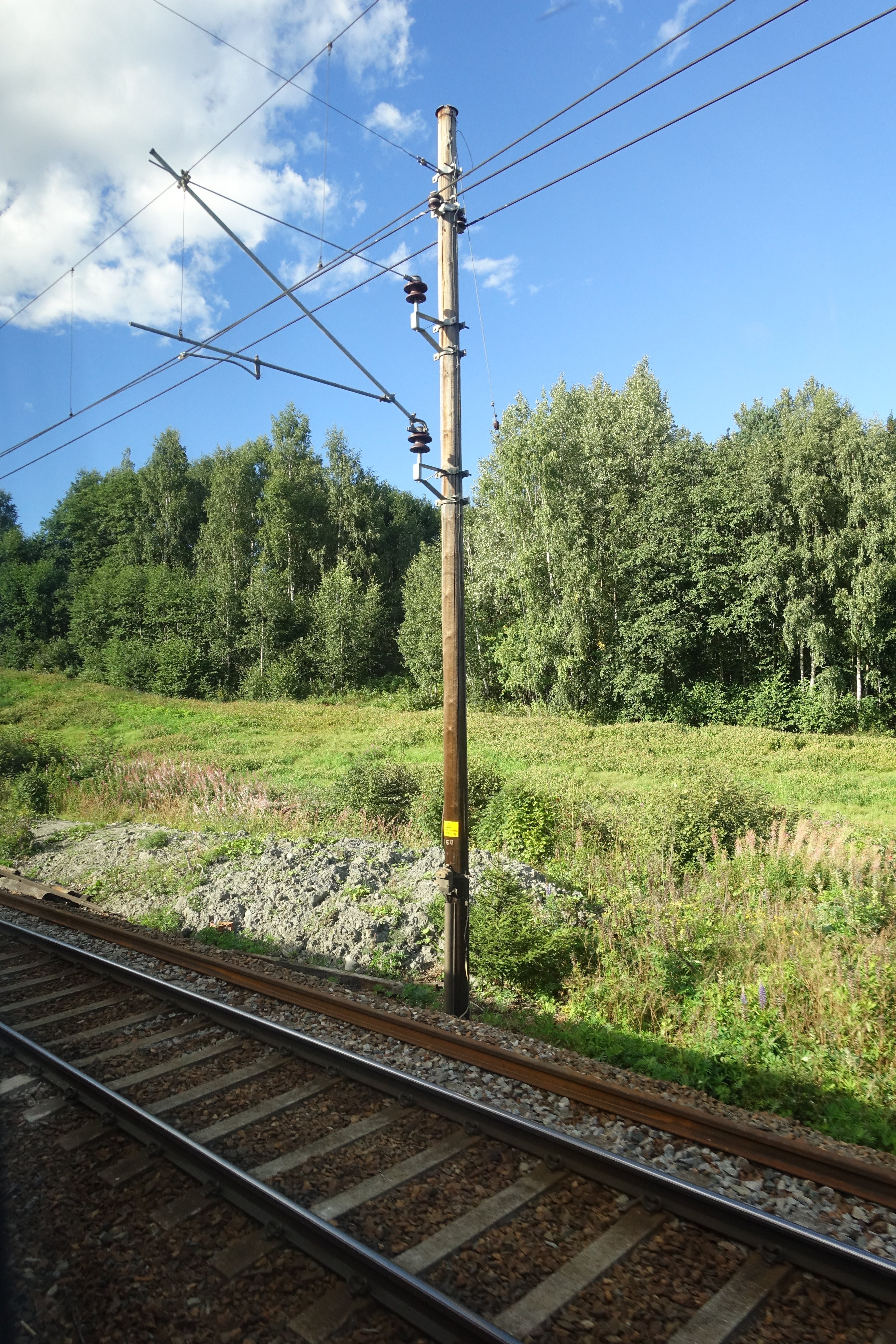
Ein Oberleitungsmast aus Holz

Das größte norwegische Eisenbahninfrastrukturunternehmen ist das Staatsunternehmen Bane NOR. Es betreibt ein Streckennetz mit einer Betriebslänge von 4221 km normalspurig (1435 mm). Davon sind 2456 km elektrifiziert und nur etwa 300 km zweigleisig. Zum Streckennetz gehören 723 Tunnel und 2618 Brücken.
Die Höchstgeschwindigkeiten im Netz sind bis zu 210 km/h für Reisezüge und 100 km/h für Güterzüge.
Das norwegische Eisenbahnnetz hat vier Verbindungen zum schwedischen Eisenbahnnetz. Grenzüberschreitende Eisenbahnstrecken sind Ofotbanen, Meråkerbanen, Kongsvingerbanen und Østfoldbanen. Die nordnorwegischen Ofotbane hat keine innernorwegische Verbindung zum restlichen Netz.
Im Bahnhof Grefsen ist das Eisenbahnnetz der Bane NOR mit den Netz der Oslo T-bane der Sporveien Oslo AS verbunden. Außerdem existieren Verbindungen mit den Museumsbahnen Krøderbanen in Krøderen und Gamle Vossebanen in Tunestveit.
Im August 2022 beauftragte Bane NOR die Firmen AZVI und Baneservice mit der Instandhaltung des Streckennetzes. Die beiden Verträge laufen fünf Jahre mit Option einer dreijährigen Verlängerung. AZVI ist für die südlichen und westlichen und Baneservice für nördlichen Bereich zuständig.

### Personenverkehr

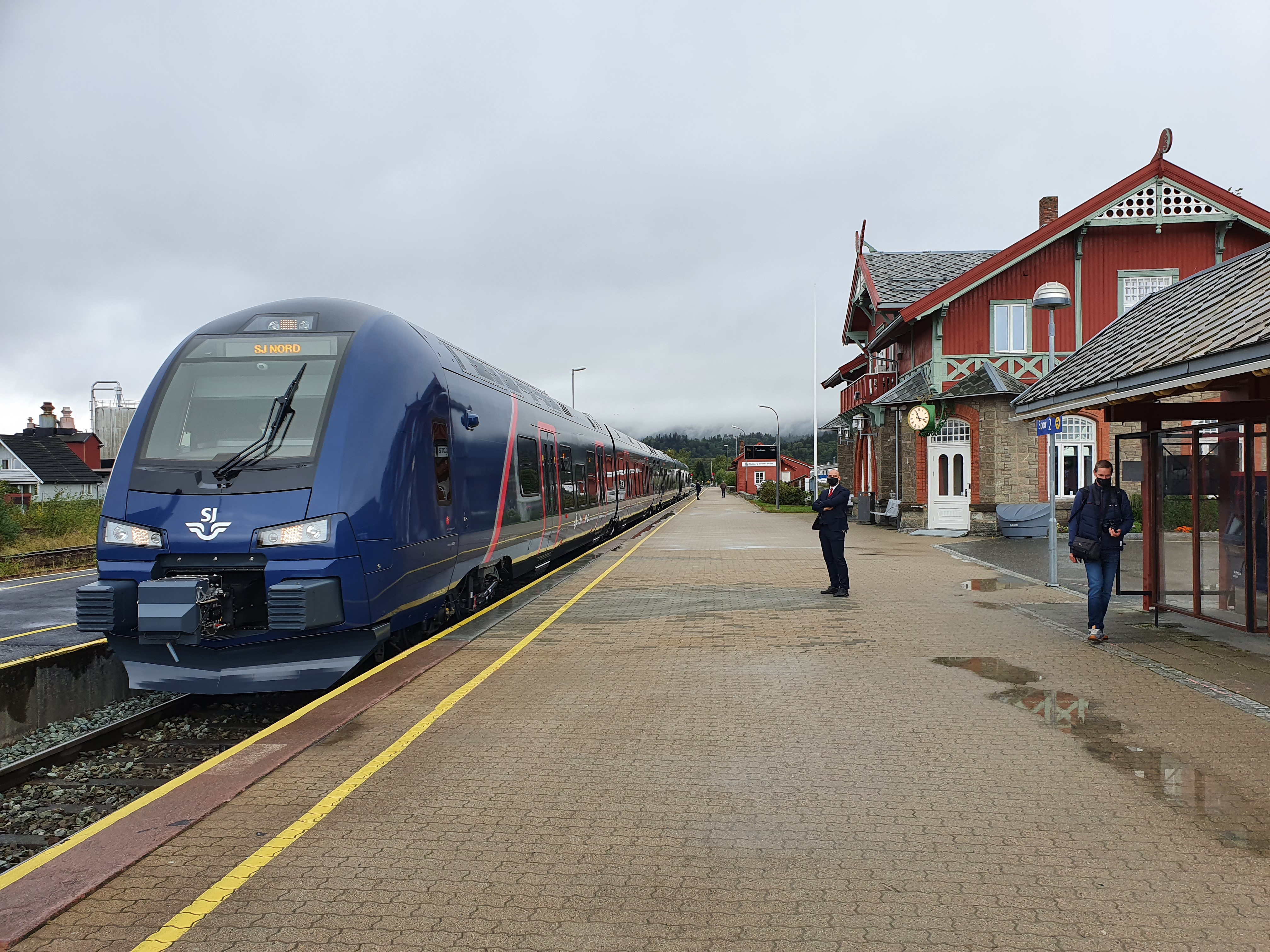
Ein Zug der Baureihe 76 in Stjørdal

Im Jahr 2021 wurden im Schienenverkehr ca. 41 Mio. Personen befördert. Das entspricht einer Verkehrsleistung von 1,8 Milliarden Personenkilometer. Bedingt durch die COVID-19-Pandemie sank die Anzahl der beförderten Personen gegenüber 2016 um 44 Prozent.
Mit 31 Mio. Personen beförderten die Nahverkehrszüge (norwegisch Lokaltog) die meisten Fahrgäste. Weitere Reisezüge sind Regionalzüge (Regiontog), InterCity, Nachtzüge (Nattog) und Fernzüge (Fjerntrafikk). Nur 22.000 Personen fuhren 2021 grenzüberschreitend mit dem Zug.
In Norwegen gibt es drei Intercitylinien: Oslo–Halden, Oslo–Lillehammer und Oslo–Skien.
Die Eisenbahnverkehrsunternehmen im Personenverkehr sind Flytoget AS, Go-Ahead Norge, SJ (einschließlich SJ Norge), Unternehmen von Vy (Verkehrskonzern) (bis April 2019 Norges Statsbaner, NSB) und Flåm Utvikling.

### Güterverkehr

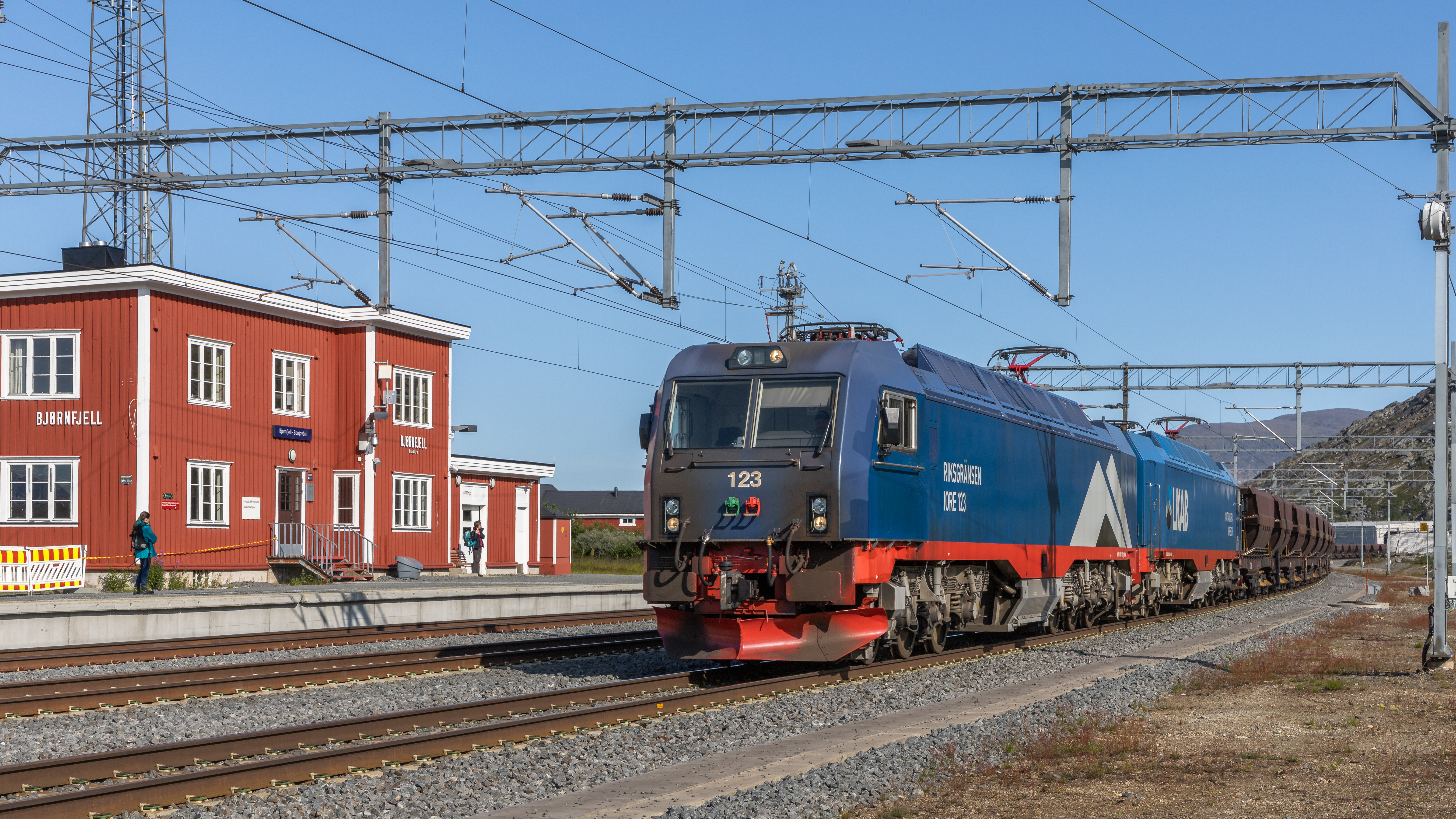
Güterzug in Nordnorwegen (2019)

Der norwegische Schienengüterverkehr hat eine Transportleistung von jährlich 4 Milliarden Tonnenkilometern. Das entspricht einen Anteil am Modal Split von ungefähr 15 Prozent.
Die CargoNet ist das größte norwegische Gütertransportunternehmen im Schienenverkehr mit etwa einem halben Marktanteil. Weitere Eisenbahnverkehrsunternehmen sind Green Cargo, Grenland Rail, LKAB Malmtrafik, Hector Rail und Tågåkeriet i Bergslagen.

## Straßenbahn und U-Bahn
In Norwegen existieren im Schienenpersonennahverkehr abseits des Eisenbahnnetzes folgende Systeme:
- Stadtbahn Bergen (seit 2010)
- Straßenbahn Oslo (seit 1894)
- Straßenbahn Trondheim (seit 1901)
- Oslo T-bane (seit 1966; mit Vorgängerbahnen)

Die Trondheimer Straßenbahn fährt mit 600 V = angetriebenen Fahrzeugen auf einem Meterspurnetz. Alle anderen genannten Bahnen fahren auf Normalspurgleisen und haben eine 750 V = Bahnstromversorgung.

## Sonstige Bahnen
Die Standseilbahn Fløibane in Bergen fährt auf Meterspurgleisen.